# Übereinkommen zum Schutz der Albatrosse und Sturmvögel
Das Übereinkommen zum Schutz der Albatrosse und Sturmvögel (Agreement on the Conservation of Albatrosses and Petrels) (ACAP)  ist ein multilaterales Umweltabkommen basierend auf der Bonner Konvention. Das Übereinkommen wurde 2001 verabschiedet und trat am 1. Februar 2004 in Kraft.

## Unterzeichnerstaaten

Unterzeichnerstaaten

Unterzeichnerstaaten sind:
- Australien
- Argentinien
- Brasilien
- Chile
- Ecuador
- Frankreich
- Neuseeland
- Norwegen
- Peru
- Südafrika
- Spanien
- Vereinigtes Königreich
- Uruguay

## Geschützte Arten
Das Übereinkommen soll dem Schutz folgender Arten dienen:

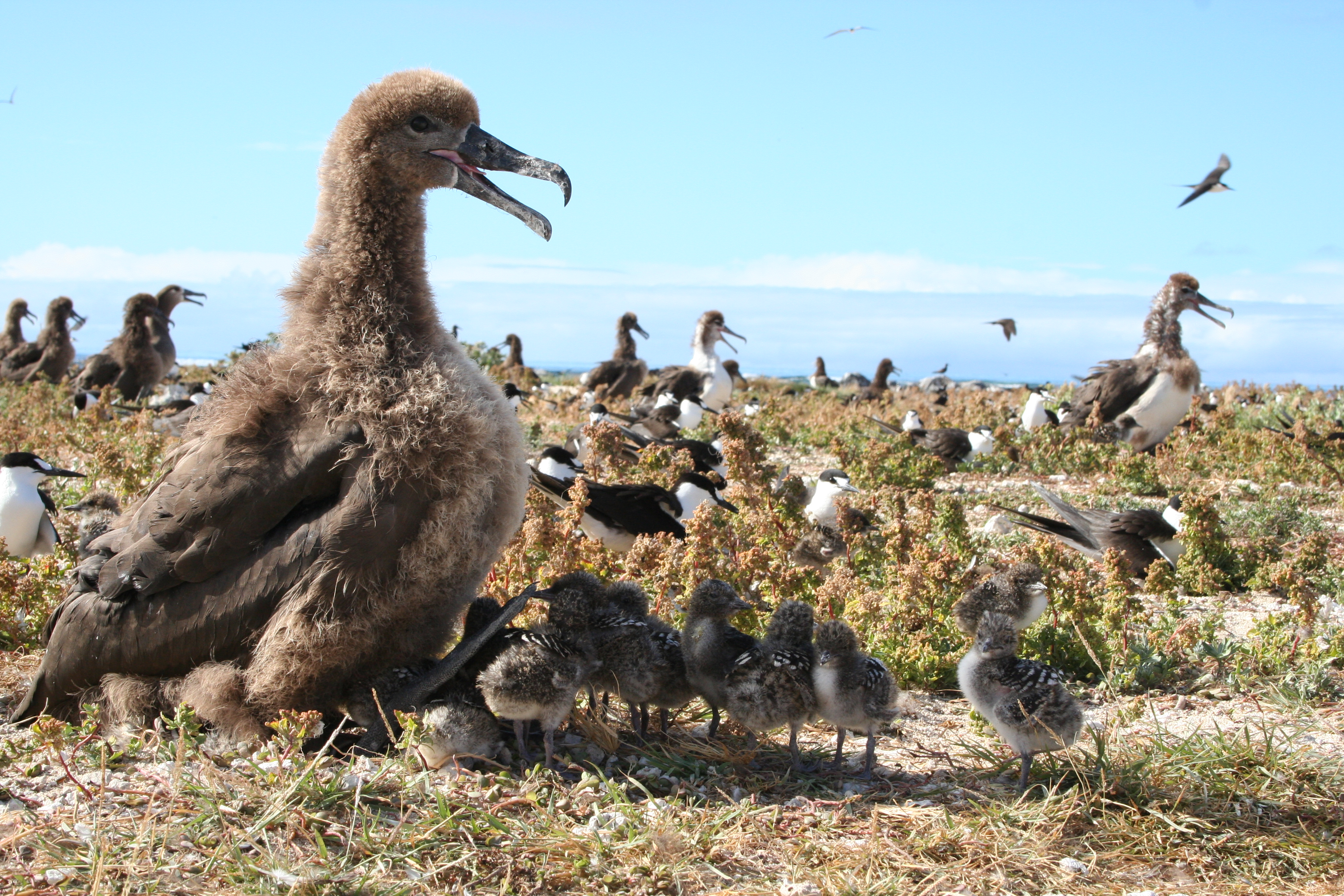
Schwarzfußalbatros (Phoebastria nigripes)

### Albatrosse

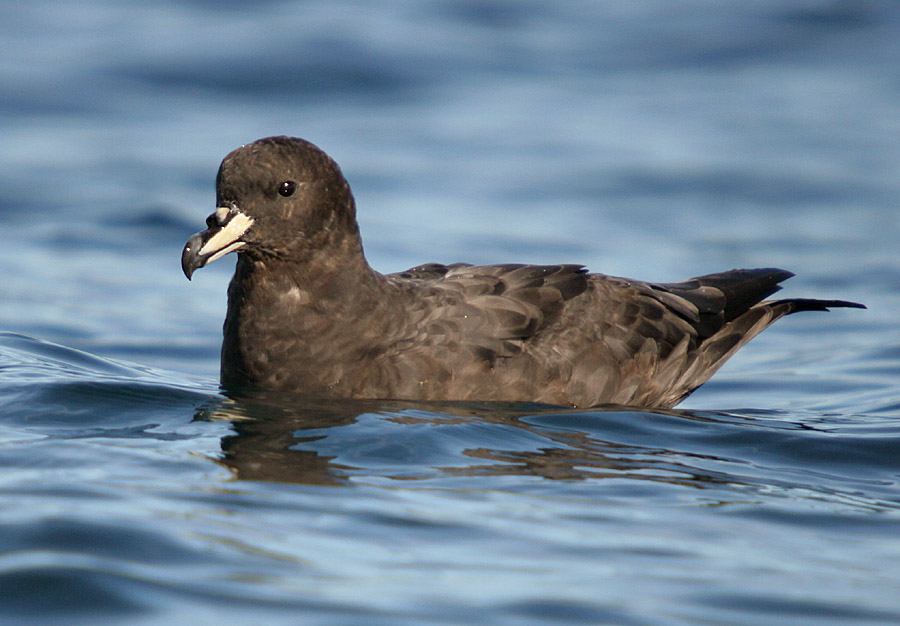
Westlandsturmvogel (Procellaria westlandica)

- Diomedea exulans
- Diomedea dabbenena
- Diomedea antipodensis
- Diomedea amsterdamensis
- Diomedea epomophora
- Diomedea sanfordi
- Phoebastria irrorata
- Phoebastria albatrus
- Phoebastria immutabilis
- Phoebastria nigripes
- Thalassarche cauta
- Thalassarche steadi
- Thalassarche salvini
- Thalassarche eremita
- Thalassarche bulleri
- Thalassarche chrysostoma
- Thalassarche melanophris
- Thalassarche impavida
- Thalassarche carteri
- Thalassarche chlororhynchos
- Phoebetria fusca
- Phoebetria palpebrata

### Sturmvögel
- Macronectes giganteus
- Macronectes halli
- Procellaria aequinoctialis
- Procellaria conspicillata
- Procellaria parkinsoni
- Procellaria westlandica
- Procellaria cinerea
- Puffinus creatopus
- Puffinus mauretanicus